# Velké Heřmanice
Velké Heřmanice (Duits: Großhermanitz) is een Tsjechische plaats in de gemeente Heřmaničky in de regio Midden-Bohemen en maakt deel uit van het district Benešov. Een kleiner deel van het grondgebied van het dorp valt onder bestuur van Votice. Het dorp ligt op ongeveer 1,5 kilometer afstand van Heřmaničky.
Velké Heřmanice telt 88 inwoners (2021).

## Geschiedenis
De eerste schriftelijke vermelding van het dorp dateert van 1378. Tot en met het midden van de 19e eeuw stond Velké Heřmanice, net als de rest van de op dat moment toekomstige, huidige gemeente, onder bestuur van Smilkov.
Sinds 1 januari 1960 is Velké Heřmanice ingedeeld bij het district Benešov.

## Educatie
In het verleden was er een school in Velké Heřmanice. Het voormalige gebouw staat thans leeg.

## Verkeer en vervoer

### Autowegen
Er leidt een regionale weg naar het dorp.

### Spoorlijnen
Er is geen station in Velké Heřmanice; het dichtstbijzijnde station is in Heřmaničky, ten zuidoosten van het dorp.

### Buslijnen
De volgende buslijn halteert in het dorp:
| Halte                       | Lijn(en) | Traject(en)       | Vervoerder   |
| --------------------------- | -------- | ----------------- | ------------ |
| Heřmaničky, Velké Heřmanice | 556      | Votice - Sedlčany | CŠAD Benešov |

## Bezienswaardigheden
- Dorpskapel;
- Huis nr. 21.

## Galerij

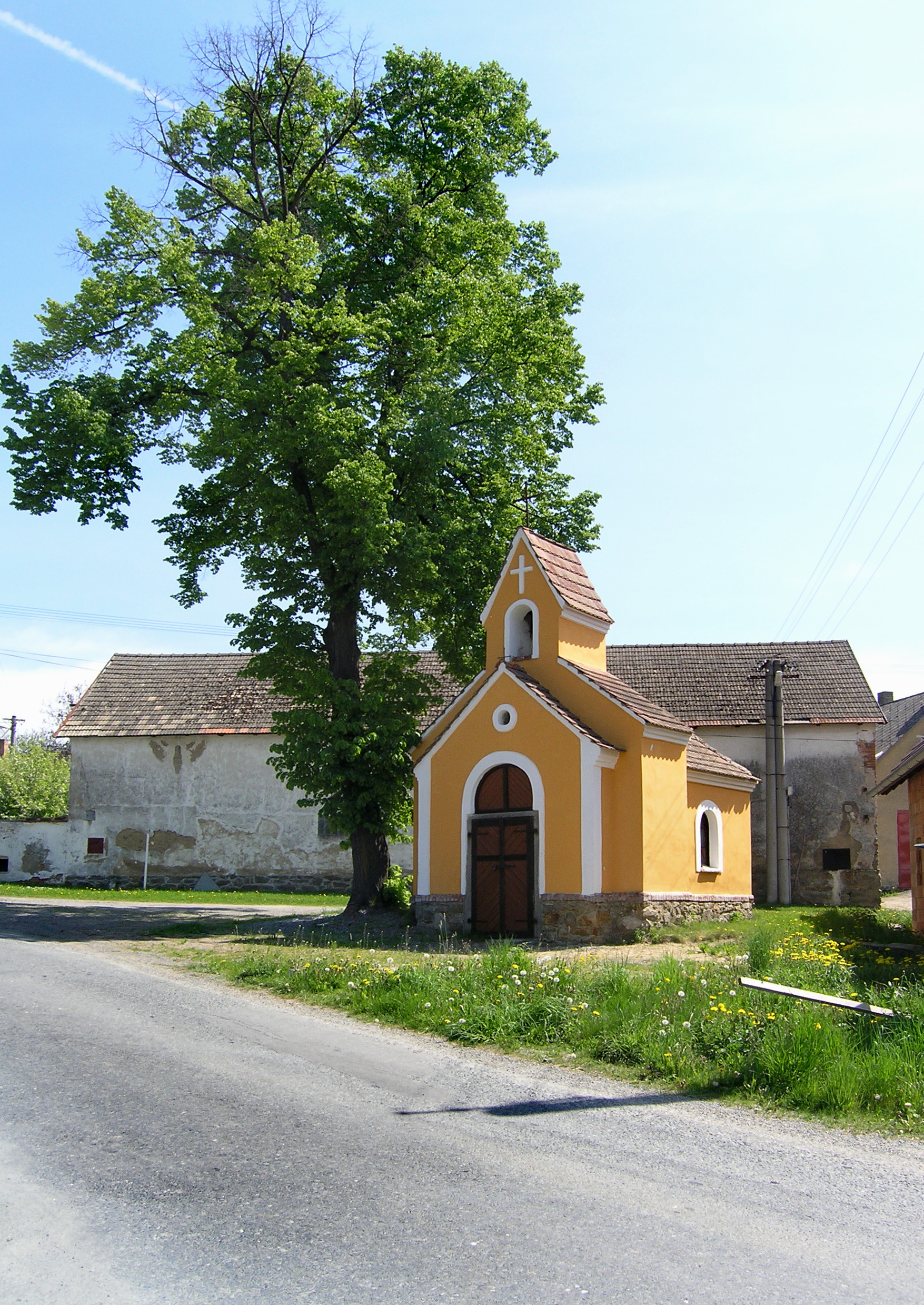
Dorpskapel (2011)
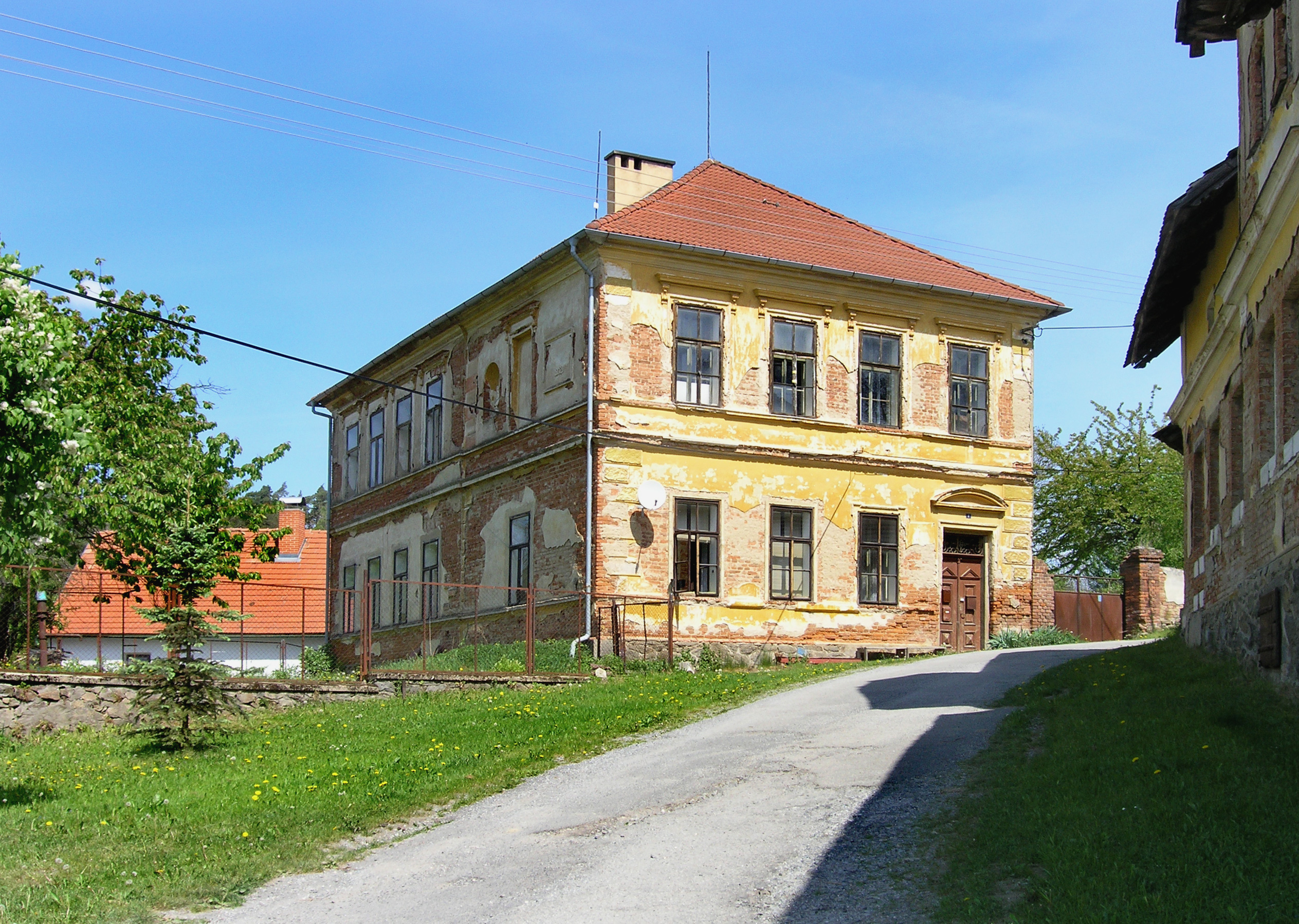
Voormalig schoolgebouw (2011)
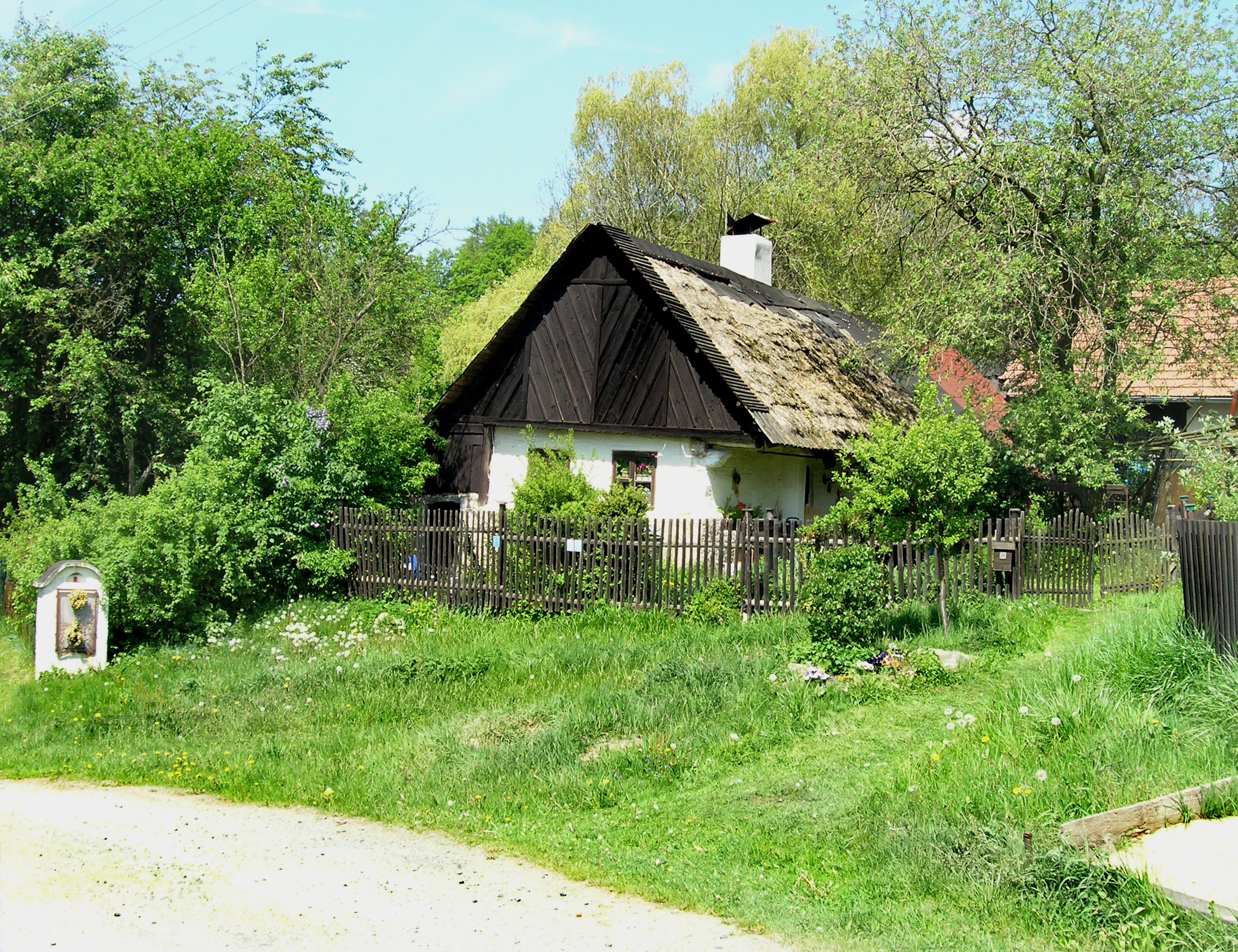
Oud huis in het dorp (2011)